# Épieds (Aisne)
Épieds é uma comuna francesa na região administrativa de Altos da França, no departamento de Aisne. Estende-se por uma área de 18,66 km². Em 2010 a comuna tinha 413 habitantes (densidade: 22,1 hab./km²).